# Sinistar
Sinistar est un jeu vidéo d'arcade de type shoot 'em up multidirectionnel, développé et édité par Williams Electronics en 1983, bien que les écrans du jeu indiquent 1982. Sinistar est créé par Sam Dicker, Jack Haeger, Noah Falstein, Robert J. Mical, Python Anghelo et Richard Witt. Sinistar est connu pour son niveau de difficulté élevé,,,.